# Héroe de Israel
Héroe de Israel (en hebreo: גיבור ישראל‎) era una condecoración militar israelí otorgada tras la guerra de Independencia de Israel, y otorgada por las acciones extremas de heroísmo. Al crearse las Fuerzas de Defensa de Israel en mayo de 1948, aún no se había creado un sistema de condecoraciones, pero muchos soldados se habían distinguido en combate y fueron recomendados por sus oficiales para ser condecorados.
El ejército instauró un comité para decidir sobre un sistema de condecoraciones, pero un año después, en verano de 1949 se decidió que, como solución temporal, doce condecoraciones serían concedidas a una selección de soldados que eran representativos de las diferentes unidades de las FDI y que se habían distinguido por el más alto nivel de heroísmo. 
El número 12 era un símbolo para las Doce tribus de Israel, mientras que el título «Héroe de Israel» recuerda mucho era similar al «Héroe de la Unión Soviética». Si bien hoy no es un hecho muy recordado, en 1948 el joven Estado de Israel tuvo una alianza de hecho con la Unión Soviética, recibiendo armas soviéticas desde Checoslovaquia, mientras que Estados Unidos mantenían un embargo armamentístico total, y el sentimiento prosoviético estaba muy extendido entre los combatientes del Palmach. Por otra parte, la Unión Soviética gozaba de gran popularidad en Israel por haber derrotado la Alemania Nazi y liberado a los judíos supervivientes del Holocausto.
La ceremonia de premiación se llevó a cabo el 17 de julio de 1949. Después de un desfile militar, el presidente Chaim Weizmann, el primer ministro David Ben-Gurion y el Jefe de Estado Mayor Yaakov Dori entregaron las condecoraciones a los destinatarios o a las personas que los representaban, ya que 4 premios fueron entregados a título póstumo.
Después de esta ceremonia, el comité siguió trabajando en un sistema de condecoraciones, pero nunca se llegó a una solución, por lo que el Héroe de Israel, nunca fue concedido nuevamente. En 1970 fue reemplazado por la Medalla al Valor. Todos los beneficiarios del Héroe de Israel también recibieron automáticamente esta medalla.

## Diseño
Un galón rojo, sobre el que está el escudo de Israel (la menorá rodeada de una corona de laurel) en oro.

## Condecorados
| Nombre             | Rango                 | Conflicto                         | Lugar de acción        | Fecha de acción | Notas                                                                                     |
| ------------------ | --------------------- | --------------------------------- | ---------------------- | --------------- | ----------------------------------------------------------------------------------------- |
| Yair Racheli       | Soldado               | Guerra de Independencia de Israel | Cerca de Shefa-'Amr    | 19.01.1948      | Condecorado por destruir una posición enemiga.                                            |
| Emmanuel Landau    | Soldado               | Guerra de Independencia de Israel | Kiryat Motzkin         | 17.03.1948      | Condecorado por capturar un camión de suministros enemigo.                                |
| Abraham Avigdorov  | Soldado               | Guerra de Independencia de Israel | Kiryat Motzkin         | 17.03.1948      | Condecorado por destruir dos posiciones de ametralladoras enemigas.                       |
| Zerubavel Horowitz | Subteniente           | Guerra de Independencia de Israel | Carretera a Jerusalén  | 27.03.1948      | Condecorado por cubrir la retirada de sus camaradas de un ataque enemigo.                 |
| Yizhar Armoni      | Soldado               | Guerra de Independencia de Israel | Nabi Yusha             | 20.04.1948      | Condecorado por cubrir la retirada de sus camaradas y la evacuación de soldados heridos.  |
| Emil Brig          | Sargento              | Guerra de Independencia de Israel | Zona del Kibutz Gesher | 14.05.1948      | Condecorado por destruir un puente y así prevenir el avance enemigo.                      |
| Zvi Zibel          | Piloto                | Guerra de Independencia de Israel | Ben Shemen             | 25.06.1948      | Condecorado por llevar suministros al acosado Ben Shem bajo un intenso bombardeo enemigo. |
| Ben-Zion Leitner   | Soldado de 1a Clase   | Guerra de Independencia de Israel | Iraq Suwaydan          | 19.10.1948      | Condecorado por destruir búnkeres enemigos durante las batallas del Corredor Separación.  |
| Ron Feller         | Sargento              | Guerra de Independencia de Israel | Karatiyya              | 19.07.1948      | Condecorado por destruir un tanque enemigo en la batalla de Karatiyya                     |
| Yohai Ben-Nun      | Capitán               | Guerra de Independencia de Israel | Mar Mediterráneo       | 22.10.1948      | Condecorado por hundir el buque insignia de la Armada de Egipto.                          |
| Siman-Tov Ganeh    | Soldado               | Guerra de Independencia de Israel | Iraq Suwaydan          | 9.11.1948       | Condecorado por cubrir la retirada de sus camaradas.                                      |
| Arieh Atzmoni      | Sargento de 1.ª clase | Guerra de Independencia de Israel | Rafah                  | 4.11.1948       | Condecorado por rescatar un cañón de manos enemigas.                                      |

- Datos: Q11682764
- Multimedia: Hero of Israel / Q11682764